# 竹島浩
竹島 浩（たけしま ひろし）は、日本の生物学者。京都大学大学院薬学研究科薬科学専攻生体分子薬学講座教授。日本生化学会奨励賞受賞。

## 人物・経歴
東京農工大学農学部農芸化学科卒業。東京農工大学大学院農学研究科修了、農学修士。学部から修士まで発酵学研究室の遠藤章助教授に師事。京都大学大学院医学研究科修了、医学博士。京都大学医学部助手、埼玉医科大学講師、東京大学医学部助教授、久留米大学分子生命科学研究所教授、東北大学大学院医学系研究科医科学専攻教授を経て、京都大学大学院薬学研究科薬科学専攻生体分子薬学講座教授。日本生化学会奨励賞受賞。

## 編著
- 『illustrated基礎生命科学』京都廣川書店 2008年、第2版 2012年、第3版 2017年